# 矢加部站

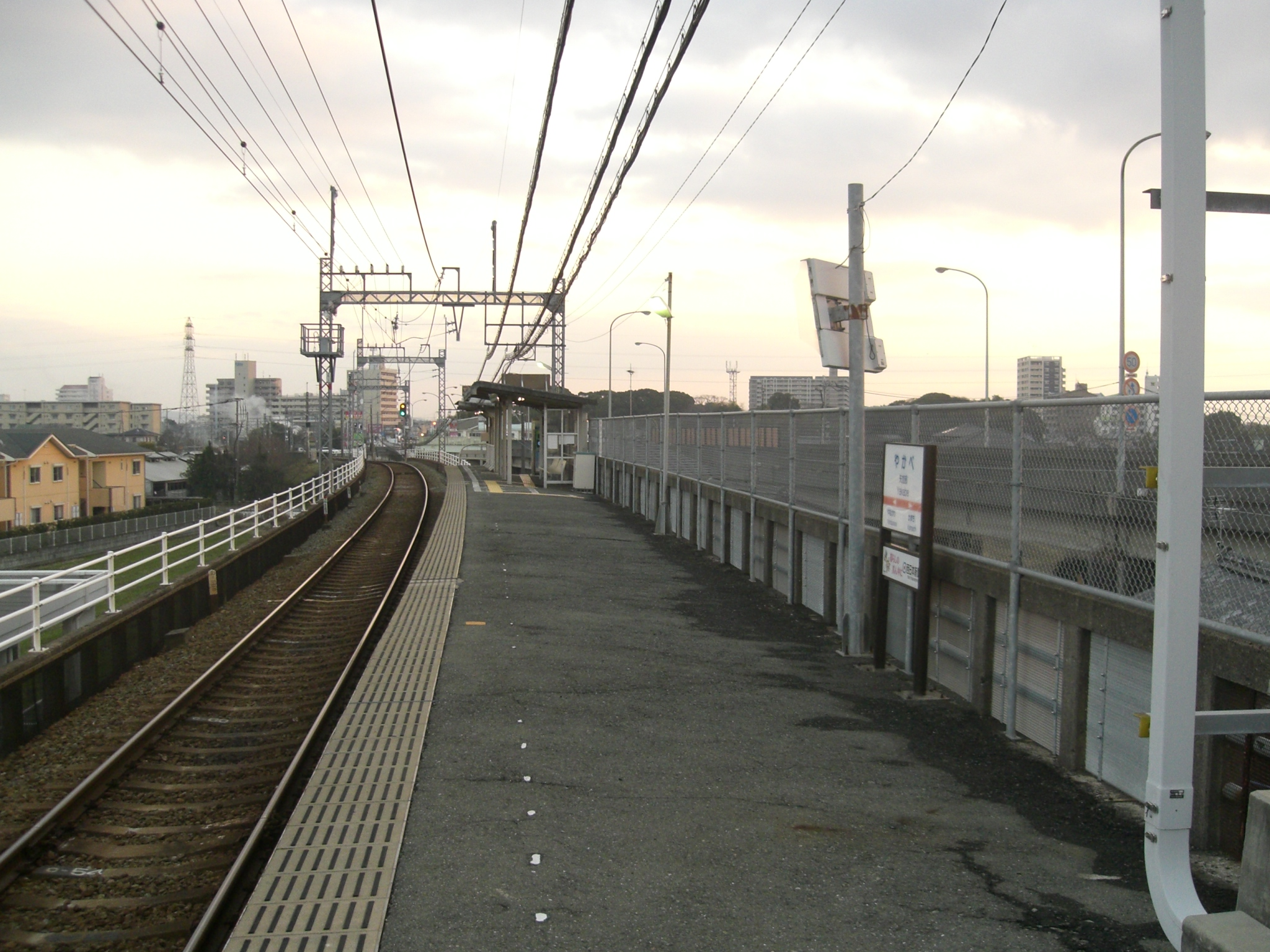
月台(2010年12月)

矢加部站（日语：／ Yakabe eki */?）是位於福岡縣柳川市三橋町柳河，西日本鐵道（西鐵）的天神大牟田線車站。車站編號為T38。

## 歷史
- 1937年（昭和12年）10月1日 - 車站啟用。
- 2008年（平成20年）5月18日 - 此站開始可以使用IC卡nimoca。
- 2017年（平成29年）2月1日 - 此站引入車站編號[1]。
- 2021年（令和3年）4月1日 - 隨著引入中央控制行車，整日成為無人車站[2][3]。

## 車站構造
車站是一座高架車站，設有1面1線的單式月台。曾經在高架橋上設有木造車站大樓。在西鐵福岡（天神）起，此站是首個沒有列車交會設備的車站。月台可容納3卡車廂，4卡車廂以上的列車會實施選擇性車門操作。另外，月台與車站出入口之間沒有扶手電梯或升降機，只有樓梯。

## 使用狀況
在2019年度，1日平均上下車人次為183人。在天神大牟田線內最少人使用（在西鐵所有車站中，此站是繼甘木線馬田站和上浦站後，第3少人使用的車站）。
附近的住民多數使用鄰站的西鐵柳川站（所有列車停車站）。沿道路步行約1.2公里（步行約15分鐘）即可到達。
以下為各年度1日平均使用人次列表：
| 年度               | 1日平均 乘車人次 | 1日平均 上下車人次 |
| ------------------ | ---------------- | ------------------ |
| 1999年（平成11年） |                  | 130                |
| 2000年（平成12年） |                  | 119                |
| 2001年（平成13年） |                  | 117                |
| 2002年（平成14年） |                  | 111                |
| 2003年（平成15年） |                  | 103                |
| 2004年（平成16年） |                  | 100                |
| 2005年（平成17年） |                  | 99                 |
| 2006年（平成18年） |                  | 104                |
| 2007年（平成19年） |                  | 73                 |
| 2008年（平成20年） |                  |                    |
| 2009年（平成21年） |                  |                    |
| 2010年（平成22年） |                  |                    |
| 2011年（平成23年） |                  | 119                |
| 2012年（平成24年） |                  | 151                |
| 2013年（平成25年） |                  | 190                |
| 2014年（平成26年） |                  | 189                |
| 2015年（平成27年） |                  | 164                |
| 2016年（平成28年） |                  | 182                |
| 2017年（平成29年） |                  | 177                |
| 2018年（平成30年） |                  |                    |
| 2019年（令和元年） |                  | 183                |

## 車站周邊
- 柳川市立矢部小學 - 車站西邊
- 荷里活世界美容專門学校 - 車站西南邊
- 國道208號（日语：国道208号） - 車站西邊
- 三柱神社 - 車站南邊約400米

在1987年前，此站下方有國鐵佐賀線通過，但是沒有設站。

## 相鄰車站
西日本鐵道
■天神大牟田線
■特急、■急行
通過
■普通
蒲池（T37）－矢加部（T38）－西鐵柳川（T39）

## 注腳
1. ↑   (PDF). 西日本鐵道. 2017-01-24  [2017年3月20日]. （原始内容存档 (PDF)于2020-07-28） （日语）.
2. ↑   (PDF) (新闻稿). 西日本鉄道広報部. 2021-03-19  [2021-03-19]. （原始内容 (PDF)存档于2021-03-19） （日语）.
3. ↑   (PDF) (新闻稿). 西日本鉄道広報部. 2020-08-28  [2020-08-28]. （原始内容 (PDF)存档于2020-08-28） （日语）.
4. 1 2  . 西日本鉄道株式会社.   [2021-01-14]. （原始内容存档于2021-01-29） （日语）.

## 外部連結
- 矢加部站（西鐵沿線web） （页面存档备份，存于）（日語）